# Nokia 3500 classic
Il Nokia 3500 classic è un telefonino prodotto dalla Nokia annunciato a giugno 2007. Disponibile in quattro varianti di colore: blu, rosso, verde e rosa.
Possiede una fotocamera da 2.0 megapixel, un lettore MP3, giochi e un servizio internet che permette di scaricare suonerie e sfondi.

## Caratteristiche
- Dimensioni: 107 x 45 x 13.1 mm
- Massa: 81 g
- Risoluzione schermo: 128 x 160 pixel, LCD a 265.000 colori
- Memoria: 8,5 MB espandibile con MicroSD fino a 2 GB
- Bluetooth e USB
- Fotocamera: 2.0 megapixel con possibilità di registrazione video